# Лодзь-Жабенец
Лодзь-Жабенец (пол. Łódź Żabieniec) — пассажирская и грузовая железнодорожная станция в городе Лодзь (расположена в дзельнице Балуты, в микрорайоне Теофилюв), в Лодзинском воеводстве Польши. Имеет 2 платформы и 2 пути.
Станция на железнодорожной линии Беднары — Лодзь-Калиская, построена как обгонный пункт. Создано под названием «Жабенец» (польск. Żabieniec) в 1910 году, когда эта территория была в составе Царства Польского. Нынешнее название с 1954 года.